# Línea 129 (Rosario)
Línea 129 es una línea de transporte urbano de pasajeros de la ciudad de Rosario, Argentina. El servicio está actualmente operado por la empresa estatal MOVI.
Anteriormente el servicio de la línea 129 era prestado desde sus orígenes y bajo la denominación de línea 53 Negra por Empresa de Transporte Automotor Gral Mosconi S.R.L. (cambiando en 1986 su denominación a línea 129), luego por Transportes Saladillo S.A., Empresa 20 de Junio S.R.L., U.T.E. Ovidio Lagos, C.O.T.A.L. S.A., Las Delicias T.A. S.R.L., desde el año 2006 por Rosario Bus hasta la declaración de emergencia en el transporte de 2021 que es traspasada a MOVI para ser desdoblada y fusionada con Línea 116 su extensión sur y con Líneas 134 y 135 su extensión norte.

## Recorrido

### 129
Servicio diurno y nocturno.
|  |  | KBHFa |

|  |  | STR+lBUEq |

|  |  | BHF |

|  |  | BHF |

|  |  | BHF |

|  |  | BHF |

|  |  | BHF |

|  |  | BHF |

|  | STR+l | ABZgr |  |

| CONTf | BHF | STR |  |

|  | STR | BHF | CONTg |

| CONTf | TUNNEL1 | STR |  |

|  | STR | BHF | ARCH |

| lDAMPF | BHF | STR |  |

|  | STRl | ABZg+r |  |

|  |  | BHF |

|  |  | BHF |

|  |  | BHF |

|  |  | BHF |

|  | BUS2 | DST |  |

|  |  | BHF |

|  |  | BHF |

|  |  | BHF |

|  |  | BHF |

|  |  | BHF |

|  |  | BHF |

|  |  | STR+lBUEq |

|  |  | BHF |

|  |  | BHF |

|  |  | STR+lBUEq |

|  |  | BHF |

|  |  | BHF |

|  |  | BHF |

|  |  | KBHFe |